# 北迪紐巴 (加利福尼亞州)
北迪紐巴（英語：North Dinuba）是位於美國加利福尼亞州圖萊里縣的一個非建制地區。該地的面積和人口皆未知。

## 地理
北迪紐巴的座標為36°34′03″N 119°23′40″W / 36.56750°N 119.39444°W，而該地的平均海拔高度為105米（即344英尺）。